# Vergällung

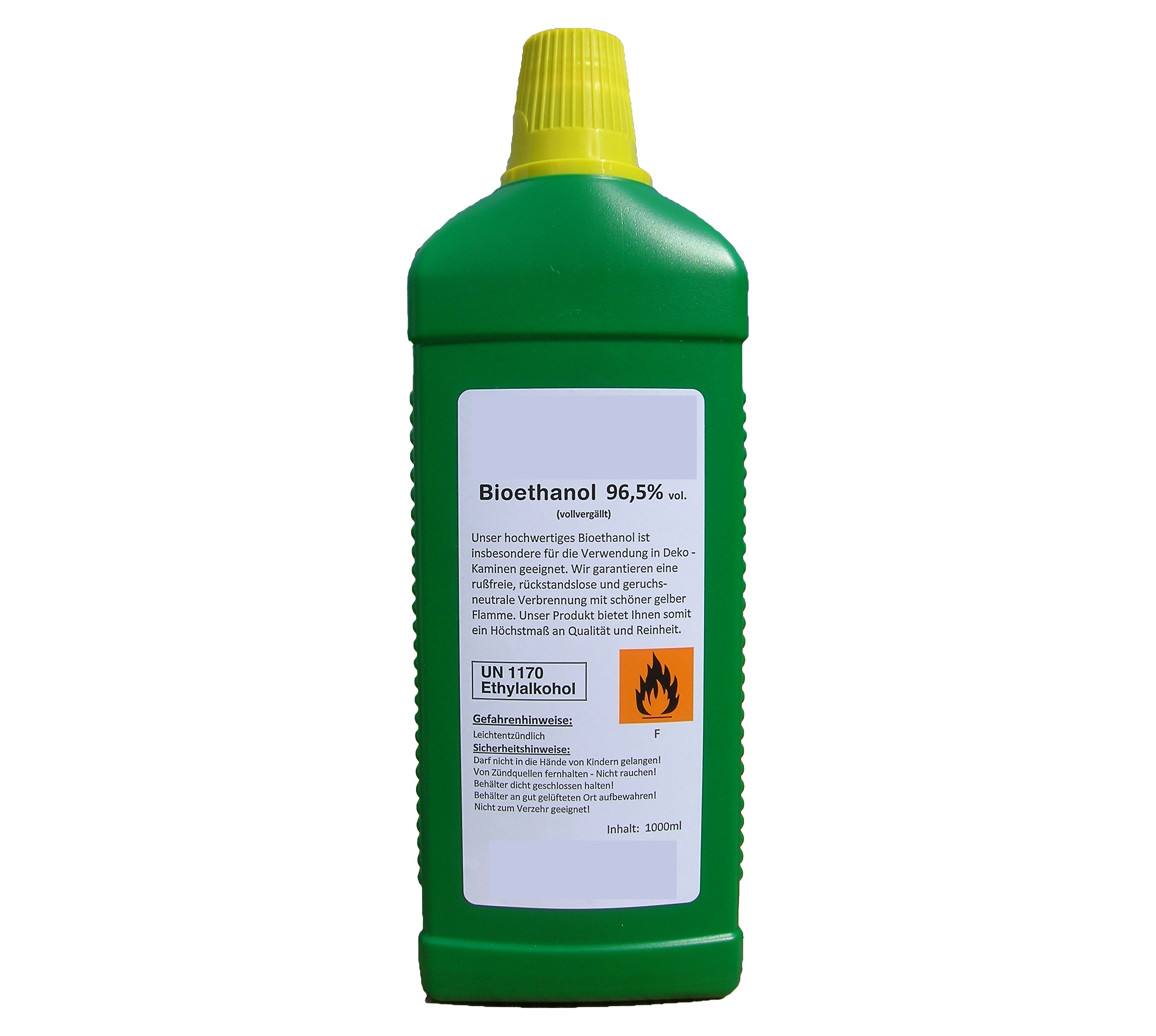
Denaturiertes Ethanol (Spiritus 96,5 %)

Bei einer Vergällung oder Denaturierung werden Geruch, Geschmack oder Aussehen einer Substanz aus zwei Gründen verändert:
- um vor gefährlichen Substanzen zu schützen. Diese können unauffällige oder sogar individuell ansprechende Eigenschaften haben. Mit einer Vergällung sind sie leichter erkennbar bzw. angemessen abstoßend in Geschmack und Geruch. Beispiele sind giftige Stoffe in Putzmittelflaschen, die Kleinkinder sonst leichtfertig trinken können, sowie explosive und ggf. austretende Gase wie Erdgas, bei denen Vergällungen eine lebensrettende Warnfunktion haben können.
- um Lebensmittel ungenießbar zu machen, z. B. aus steuerrechtlichen Gründen (etwa Neutralalkohol zur Befreiung von der Alkoholsteuer).[1]

## Vergällung von Lebens- und Genussmitteln
Substanzen, die bei Verwendung als Lebensmittel höher besteuert werden, können kostengünstig anders verwendet werden, wenn sie für diese Zwecke in ungenießbarer Form in Umlauf gebracht werden.
Es ist dann von zentraler Bedeutung, ein nur schwer wieder entfernbares Vergällungsmittel zu verwenden. Zumindest soll die Entfernung teurer sein als der unvergällte Stoff. Primär kommen als Vergällungsmittel Stoffe mit unangenehmem Geruch oder Geschmack zum Einsatz.

### Alkohol
Alkohol zum menschlichen Konsum (Ethanol, Agraralkohol) wird besteuert (in Deutschland durch die Alkoholsteuer), nicht zum Konsum bestimmtes Ethanol wird daher vergällt.
In der EU ist dabei die Zugabe folgender Stoffe pro 100 Liter reinen Ethanols vorgeschrieben:
- 1 Liter Isopropylalkohol (Propan-2-ol) (IPA),
- 1 Liter Methylethylketon (Butan-2-on) (MEK) und
- 1 Gramm Denatoniumbenzoat (äußerst bitter schmeckend)

Neben diesen Substanzen sind auch andere Vergällungsmittel erlaubt, wenn sie den Ansprüchen der Finanzbehörden genügen und in einem anderen EU-Staat als Vergällungsmittel zugelassen sind. In den Niederlanden ist das beispielsweise Minzöl für Alkohole in kosmetischen Produkten.
Alkohole für technische und chemische Zwecke werden nur unvollständig vergällt, da sie noch weiter verarbeitet werden. Hier kann MEK meist nicht verwendet werden.
- Für die Essig-Herstellung wird der Alkohol mit Essigsäure vergällt.
- Für die Herstellung von Kraftstoff wird der Alkohol mit 2 % Benzin oder ETBE vergällt.
- Für die Verwendung als Rohstoff in der chemischen Industrie sind gängige Vergällungsmittel Methylethylketon, Petrolether, Toluol und Cyclohexan. Weitere zugelassene Stoffe sind Schellack, Fichtenkolophonium, Phthalsäurediethylester, Thymol, Diethylether und tert-Butanol in Verbindung mit Propan-2-ol oder Denatoniumbenzoat. Die Wahl des Stoffs richtet sich nach dem Anwendungsbereich. So wird zur Herstellung kosmetischer Produkte darauf Wert gelegt, dass keine übelriechenden Substanzen verwendet werden. Bei Präparationsmitteln für Laborzwecke darf durch das Vergällungsmittel kein Einfluss auf die gewünschte Reaktion stattfinden.
- Pyridin ist ein heute nicht mehr gebräuchliches Vergällungsmittel, das früher jedoch oft eingesetzt wurde.[3]

#### Geschichte
Bis Juni 2013 war zur Vergällung in der Bundesrepublik Deutschland der Zusatz eines Liters der folgenden Ketonmischung auf 100 Liter absoluten Ethanols zollamtlich vorgeschrieben:
- 95 bis 96 Gewichtsprozent Methylethylketon (Butan-2-on),
- 2,5 bis 3 Gewichtsprozent Methylisopropylketon (3-Methylbutan-2-on),
- 1,5 bis 2 Gewichtsprozent Ethyl-sec-amylketon (5-Methylheptan-3-on) und
- 1 Gramm Denatoniumbenzoat

Ab dem 1. Juli 2013 war zur vollständigen Vergällung von Ethanol EU-einheitlich der Zusatz folgenden Gemisches auf 100 Liter absoluten Ethanols vorgeschrieben:
- 3 Liter Isopropylalkohol (Propan-2-ol) (IPA),
- 3 Liter Methylethylketon (Butan-2-on) (MEK) und
- 1 Gramm Denatoniumbenzoat

Seit dem 1. August 2017 gilt die aktuelle, oben beschriebene Regelung (gemäß Durchführungsverordnung (EU) Verordnung (EU) 2017/11122017/1112 der Kommission vom 22. Juni 2017 zur Änderung der Verordnung (EG) Nr. 3199/93 über die gegenseitige Anerkennung der Verfahren zur vollständigen Denaturierung von Alkohol für Zwecke der Verbrauchsteuerbefreiung.)
Im Rahmen einer vorläufigen Übergangsregelung ist es den Spiritus-Herstellern jedoch gestattet, noch vorhandene Vorräte des alten Vergällungsmittels auch nach dem Stichtag aufzubrauchen.

### Speisesalz
Speisesalz wurde in der Bundesrepublik Deutschland bis 1993 mit der Salzsteuer besteuert. Das allgemein zugängliche Auftausalz, auch Streusalz genannt, war durch Farbstoffe gekennzeichnet. Zur Vergällung bietet sich Magnesiumchlorid an, da es ebenfalls eine gute Auftauwirkung hat und bitter schmeckt.

### Butterschmalz
Butterschmalz musste bis 2008 mit dem pflanzlichen Sterin Stigmasterin versetzt werden, um Subventionsbetrug zu verhindern. Soll aus dem Butterschmalz wieder Butter gewonnen werden, ist es mit einem erheblichen Aufwand verbunden, diesen Stoff von dem in der Butter natürlich vorkommenden Cholesterin zu trennen.

## Vergällung von Energieträgern

### Erdgas, Propan, Butan
Den geruchlosen Gasen Erdgas, Propan und Butan werden Riechstoffe, meist Mercaptane, beigemischt, um Gaslecks zu erkennen (Odorierung). Als Zusatz kommt vorwiegend Tetrahydrothiophen zur Anwendung, das knoblauchartig riecht. Nach Einführung dieser Sicherheitsmaßnahme ging die Zahl von Gasexplosionen deutlich zurück.

### Heizöl
Da Heizöl in Dieselmotoren verwendet werden kann, wird Heizöl aus steuerrechtlichen Gründen rot eingefärbt. Der eingesetzte Farbstoff kann jedoch relativ einfach wieder entfernt werden, weshalb EU-weit zusätzlich Solvent Yellow 124 beigemischt wird, da dieser schwer zu entfernen, aber einfach nachzuweisen ist.

## Vergällung von Giften
Auch Gifte werden durch Vergällung deutlich gekennzeichnet, um die versehentliche Verbreitung oder Einnahme zu verhindern. Das Schädlingsbekämpfungsmittel Zyklon B war zur Warnung vor dem Wirkstoff Cyanwasserstoff, welcher sehr giftig ist, mit einem Riechstoff versehen. Meist war dies Bromessigsäuremethylester oder auch Chlorgas.
In Reinigungsmitteln für den Haushaltsgebrauch sowie Körperpflegeprodukten kommt häufig Denatoniumbenzoat zum Einsatz, um ein Verschlucken durch Kinder zu verhindern.